# Abhuriet
Abhuriet (Abhurit of Abhurita) is een mineraal dat bestaat uit tin, zuurstof, waterstof en chloor. Het heeft de formule Sn21[O6|(OH)14|Cl16]. Het is genoemd naar Sharm Abhur, een inham van de Rode Zee.
De hardheid op de schaal van Mohs is 2.